# Nobuyoshi Sano
Nobuyoshi Sano (佐野 信義 Sano Nobuyoshi?, nacido el 19 de enero de 1969) es un Músico, productor discográfico, y compositor de música para videojuegos, conocido por haber compuesto algunas canciones para las series de "Ridge Racer" y "Tekken", sobre todo "Tekken 3" donde grabó la mayor parte de la banda sonora. Trabajó para las compañías Namco y Cavia. Actualmente trabaja para la compañía Detune. Diseñó y produjo (su primer trabajo como productor) el videojuego musical "KORG DS-10" para Nintendo DS. Para promocionar el videojuego, se creó un trío musical llamado "DS-10" compuesto por el mismo, Yasunori Mitsuda y Michio Okamiya. También compuso el tema musical de "Tokio Café" para el canal de televisión francés "Nolife". Ha citado a "Underworld" y a "Yellow Magic Orchestra" (YMO) como sus bandas musicales favoritas. Esto lo motivó a integrarse a la banda "Oriental Magnetic Yellow" (OMY), un grupo musical que tocaba versiones musicales parodiadas de la Yellow Magic Orchestra. Algunas de sus composiciones han aparecido en la serie de videojuegos "Beatmania IIDX".